# Hamlet Machine
Hamlet Machine é um texto teatral de nove páginas do dramaturgo e escritor Heiner Muller, um dos grandes nomes do teatro alemão. Foi escrita em 1977 e inspirada em Hamlet, de William Shakespeare. Na peça aparecem as catástrofes da história e da cultura ocidental, além da crise do artista e intelectual, dividido entre o desejo de se transformar em uma máquina sem dor ou pensamentos e a necessidade de ser um historiador desse tempo conturbado do século XX. A peça “livremente inspirada pela obra de Shakespeare, reflete a situação dos intelectuais na República Democrática Alemã (RDA)”.
A obra foi criada em 1977, após Müller ter traduzido, em parceria com Matthias Langhoff, a peça de Shakespeare para o diretor Benno Besson. A estreia ocorreu em 1979, no  Théatre Gérard Philipe, em Saint-Denis, na periferia da região parisiense. 
Do teatro tradicional, em cinco atos, permanece em Hamlet Machine apenas uma estrutura brutal na qual se inserem quadros isolados, cruéis, numa linguagem chocante  aparentemente desconexa  que permite várias interpretações sob diversos enfoques. 
Uma característica marcante da peça é que Müller permite que seu Hamlet saia, ocasionalmente, do seu “personagem” e fale como “ator”.

## Sinopse
É uma autodevoração de teatro, da representação, da história e do autor, parecendo não mais se tratar do ser ou não ser, mas sim do ser e não ser. Durante 30 anos, Hamlet Machine foi, para o autor, uma verdadeira obsessão. É uma crítica à história e ao teatro, que se transforma em grito.

## Ato 1
O primeiro ato é, para Jean Jourdheuil, "uma cena onírica" com temática edípica, freudiana e grotesca, narrada e refletida a partir do Hamlet de Shakespeare, em "uma combinação de distorção e compressão". Fala um narrador sonhador, que poderia ser Hamlet ou possivelmente uma configuração da subjetividade do autor (a primeira frase do texto é: "Eu era Hamlet"), cheio de ódio de si mesmo e sobretudo do mundo da Guerra Fria, principalmente diante do cortejo fúnebre de seu pai, enterrado com honras de estado, no qual ele, cerimônia da qual Hamlet, participa apenas como observador e, no fim, como atuante. Hamlet retalha o corpo de seu pai para distribuí-lo entre miseráveis figuras famintas, já que o pai era "um grande doador de esmolas":  "Parei o cortejo fúnebre, forcei o caixão com a espada, a lâmina partiu, consegui abri-lo com o coto que sobrou, e reparti o procriador falecido  às miseráveis figuras que estavam ao redor.”
Sua mãe e seu tio, o assassino de seu pai, são,agora um casal. 'Hamlet' propõe-lhes que se unam sobre o caixão do pai. Em seguida, o fantasma do pai, a quem ele despreza, surge: "Eis que vem o fantasma, machadinha ainda no crânio. Podes deixar o chapéu na cabeça, sei que tens um buraco a mais." Sobre si mesmo, em seguida, acrescenta: "Eu queria que minha mãe tivesse um a menos, quando estavas na carne, eu me teria sido poupado... Dever-se-iam costurar as mulheres, um mundo sem mães."
Quando seu amigo, Horácio, entra em cena, Hamlet deixa, por um curto período de tempo, o jogo teatral e fala como ator. Ele continua, dirigindo a palavra ao amigo: "CHEGASTE TARDE DEMAIS, MEU AMIGO, PARA O TEU SOLDO/ NÃO HÁ LUGAR PARA TI NA MINHA TRAGÉDIA". Finalmente, ele se propõe a tornar sua mãe novamente virgem, rasgando seu vestido e estuprando-a. Neste ponto,  Hamlet  transforma-se - a partir daquele que odiava a humanidade, no auge da Guerra Fria, em virtude de seus atos de violência -, ele próprio, em um agente da violência, embora inicialmente questione suas ações no discurso intelectual.

## Ato 2
Na segunda parte, "A Europa da mulher", Müller faz com que se manifeste Ofélia, que "deixou de se matar" e desliza entre o papel de vítima e de vingadora. Ela despedaça os utensílios dos aposentos e rasga as fotografias dos homens a quem se entregou e, em seguida, seu próprio vestido. Finalmente ela rasga o coração em seu peito e sai para a rua "vestida em seu sangue". 

## Ato 3
Na terceira parte, "Scherzo", Hamlet e Ofélia se confrontam em  uma sequência de ações de caráter predominantemente pantomímico. Hamlet tem de enfrentar o Ballet dos mortos e dos filósofos mortos na Universidade dos mortos, que atiram seu saber, seus livros em Hamlet. Ofélia pede a ele para comer-lhe o coração, ao que ele responde dizendo que queria ser uma mulher; este é o único ponto dialógico de todo o texto. Essa apresentação é grotesca. Enquanto ele veste roupas femininas, Ofélia pinta nele uma máscara de prostituta. Finalmente, surge novamente Horácio, como fantasma, e Hamlet dança com ele. Müller descreveu, em seus projetos, esta cena como um "sonho dentro de um sonho".

## Ato 4
No ato 4, “Peste em Buda/ Batalha pela Groelândia”, Hamlet deixa o nível associativo de personagem e fala como ator e/ou diretor. “Hamlet” despe seu traje e máscara e declara que não é Hamlet: “Meu drama não se realiza mais. [...] Por pessoas às quais o meu drama não interessa, para pessoas às quais ele nada importa[...] Não entro mais.” O autor, que não pode mais escrever um drama shakespeariano, posiciona-se “nos dois lados do fronte, entre os frontes, além deles”, aludindo claramente ao Levanter de Budapeste de 1956, dividido entre a lealdade à utopia comunista e a empatia com a revolta anti-stalinista, como na rubrica: “Entra na armadura, racha com a machadinha as cabeças de Marx, Lenin, Mao...". Na segunda parte “Batalha pela Groelândia" a figura de Hamlet ator é completamente substituída pela do autor e seus espaços oníricos e associativos. 

## Ato 5
Na quinta parte, Ofélia invoca a completa destruição do mundo, enquanto é atada com gase por dois homens: “Renego o mundo que pari. Sufoco o mundo que pari entre as minhas coxas.” Finalmente, volta a permanecer, oprimida e sozinha, no palco.

## Gravações
Gravações:
Em 1990,  o diretor de teatro radiofonico Wolfgang Rindfleisch da rádio da RDA e Blixa Bargeld da banda Einstürzende Neubauten, juntamente com o músico F.M. Einheit e com o autor Heiner Müller, gravaram um CD de Hamlet Máquina. A transmissão da peça radiofônica ocorreu em 27 de setembro de 1990, na rádio da RDA e em 1991 a Einstürzende Neubauten comprou seus direitos de reprodução.
Do compositor Wolfgang Rihm originou-se o musical Hamlet Máquina: Teatro musical em cinco atos. Foi lançada a gravação, em dois 2 CDs, da estreia mundial no National Theater Mannheim em março de 1987 sob a direção de Peter Schneider.